# La Ferté-Bernard
La Ferté-Bernard là một xã trong vùng hành chính Pays de la Loire, thuộc tỉnh Sarthe, quận Mamers, tổng La Ferté-Bernard (Chef-lieu). Tọa độ địa lý của xã là 48° 11' vĩ độ bắc, 00° 39' kinh độ đông. La Ferté-Bernard nằm trên độ cao trung bình là n. mét trên mực nước biển, có điểm thấp nhất là 79 mét và điểm cao nhất là 146 mét. Xã có diện tích 14,96 km², dân số vào thời điểm 1999 là 9775 người; mật độ dân số là 653 người/km².